# Розен Анна Василівна

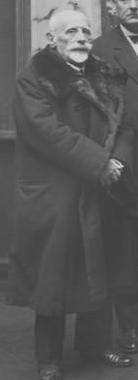
Розен Г. В. Акварель М. О. Бестужева. Липень 1832 року. Державний історичний музей, Москва

Розен Ганна Василівна (22 грудня 1797 — 24 грудня 1883) — дружина (19 квітня 1825) декабриста, барона  Андрія Євгеновича Розена, пішла за чоловіком у Сибір (дозволено 23 серпня 1829 року), прибула до чоловіка в с. Ононський Бор поблизу Верхньоудинську під час переходу декабристів в  Петровський завод.

## Біографія
З дворянської сім'ї. Батько — директор  Царськосельського ліцею Малиновський Василь Федорович, мати — Софія Андріївна Самборська (дочка відомого  протоієрея Андрія Опанасовича Самбірського).
Ганна Василівна виїхала до Сибіру в середині 1830 року. У вересні 1831 року в неї народився син, якого на честь  Рилєєва назвали Кіндратієм. Ганна Василівна була щаслива, незважаючи на тугу за рідним і незвичні побутові трудності. В Петровському Заводі Розени жили недовго. У червні 1832 року термін каторжних робіт Андрія Євгеновича Розена закінчився.
Місцем поселення для них був призначений Курган. По дорозі з Іркутська в Курган у Розен народився син Василь.
У Кургані вже жили декабристи, переведені на поселення раніше. Вони допомогли Розеном знайти квартиру. Пізніше Розени купили будинок з великим садом. На поселенні в Кургані надавала посильну допомогу нужденним.
У 1837 році надійшло розпорядження про відправку групи декабристів рядовими в діючу армію на Кавказ. Серед них був і Розен. Незадовго перед цим Андрій Євгенович зламав ногу, але, тим не менш, він разом з родиною залишає Курган і їде на Кавказ.
У листопаді Розени приїжджають в Тифліс. Хвора нога не дозволяла Розену брати участь у бойових діях, і в січні 1839 року він був звільнений з військової служби рядовим. Йому було дозволено оселитися у маєтку брата — Ментаке, біля  Нарви і жити там безвиїзно під наглядом поліції. Після амністії 1856 року обмеження були зняті. Розени переїхали жити до родичів дружини в маєток Вікнини,  Ізюмського повіту,  Харківської губернії.
Ганна Василівна померла 24 грудня 1883 року, вісімдесяти шести років, Андрій Євгенович пережив її на чотири місяці, померши в день їхнього весілля — 19 квітня 1884 року.

## Діти
Євген (нар. 19 квітня 1826), якого Розен залишила у тітки Марії Василівни Малиновської (з 1834 року дружини декабриста  Вольховського) і знаходився в їхній родині до переведення Розена на Кавказ, у 1852 році відставний штабс-ротмістр; Кіндрат (народився 5 вересня 1831 року), названий на честь Рилєєва, хрещеник декабриста  Оболенського; Василь (нар. 29 серпня 1832); Володимир (нар. 14 липня 1832), Андрій (1841–1845); Анна (нар. 6 вересня 1836), в шлюбі Боброва; Софія (народилась і померла 1839 року). По амністії 26 серпня 1856 року дітям повернені прізвище і титул батька.